# トリツ族

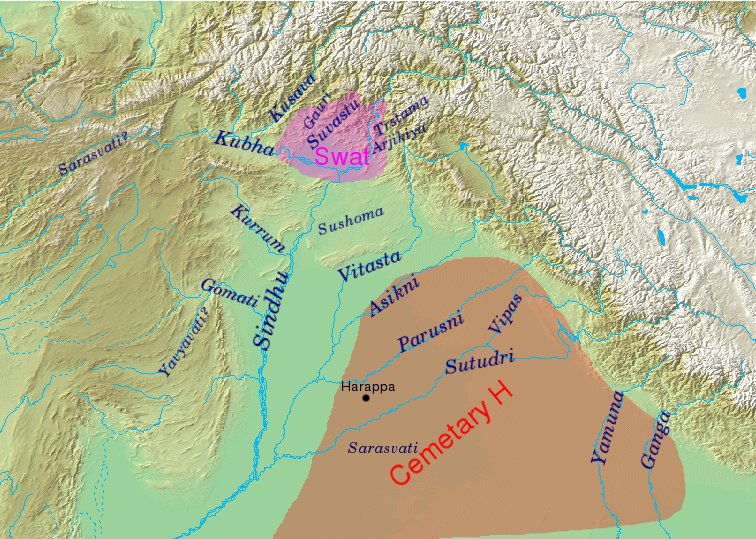
トリツ族が活動した五河地方（パンジャーブ）

トリツ族（サンスクリット語 तृत्सु Tritsu）は、古代インドの宗教文献『リグ・ヴェーダ』に現れる、インド・アーリア人の一部族の名称。
『リグ・ヴェーダ』の考察から、インド・アーリア人は、現在のアフガニスタン東部からインドのパンジャーブ州およびウッタル・プラデーシュ州にあたると推測される、「七つの川の地」と呼ばれる地域に移住してきた。その当時に、インド・アーリア人は基本的に、パンチャジャナと呼ばれる5つの部族に分かれていたと考えられ、トリツ族はそのうちのひとつである。

## 十王戦争
パンチャジャナのうち、特にバラタ族とトリツ族が有力で勢力を増し、次第にプール族などの他の部族との間に緊張関係が生じた。ついにプール族など5つのアーリア人の部族と、5つの非アーリア人の部族が連合して、トリツ族とバラタ族に対して十王戦争を起こした。スダース王が率いていたトリツ族はバラタ族と連合し、十王を撃破して戦争に勝利した。トリツ族とバラタ族はこれにより、パンジャーブ地方の諸部族の中での支配権を確立した。
しかし、十王戦争以後のトリツ族については、歴史を伝える史料が存在せず、不明である。